# 25 décembre 1927
Le 25 décembre 1927 est le 359e jour de l’année 1927 du calendrier grégorien. Il s’agit d’un dimanche.

## Événements
- Création du Việt Nam Quốc Dân Đảng lors d'une réunion à Hanoï. Nguyễn Thái Học est son premier dirigeant[1]. Établi trois ans avant le Parti communiste indochinois, c'est le premier parti révolutionnaire à naître et à se développer sur le sol annamite.

## Art et culture
- Première à New York de Empty Socks de Walt Disney

## Naissances
- René Hauss, entraîneur et joueur de football français
- Ram Narayan, musicien indien
- Jacques Mossion, homme politique français
- Georges Besse, entrepreneur français, assassiné par le groupe d'extrême-gauche Action directe

## Décès
- Sergueï Sazonov, diplomate et ancien ministre des affaires étrangères russe
- Léon Geoffray, diplomate français